# Liste der Monuments historiques in Devecey
Die Liste der Monuments historiques in Devecey führt die Monuments historiques in der französischen Gemeinde Devecey auf.

## Liste der Objekte
| Bezeichnung | Beschreibung                                                               | Standort                       | Kennzeichnung | Schutzstatus | Datum | Bild |
| ----------- | -------------------------------------------------------------------------- | ------------------------------ | ------------- | ------------ | ----- | ---- |
| Ziborium    | Silber, vergoldet, gemarkt 1778, Goldschmied Pierre-Antoine Grandguillaume | in der Kirche St-Lazare (Lage) | PM25000665    | Classé       | 1979  |      |
| Kelch       | Silber, 17. Jahrhundert, Goldschmied Jean-Baptiste Chenevière              | in der Kirche St-Lazare (Lage) | PM25000666    | Classé       | 1979  |      |
| Kelch       | Silber, vergoldet, gemarkt 1749, Goldschmied Dominique Roch                | in der Kirche St-Lazare (Lage) | PM25000667    | Classé       | 1979  |      |
| Kelch       | Silber, vergoldet, 18. Jahrhundert                                         | in der Kirche St-Lazare (Lage) | PM25000668    | Classé       | 1979  |      |
| Ziborium    | Kupfer, Silber, vergoldet, 19. Jahrhundert                                 | in der Kirche St-Lazare (Lage) | PM25002073    | Inscrit      | 1984  |      |